# Sofanapis
Sofanapis is een monotypisch geslacht van spinnen uit de  familie van de Anapidae (Dwergkogelspinnen).

## Soort
- Sofanapis antillanca Norman I. Platnick & Raymond Robert Forster, 1989